# Cura (Unternehmensgruppe)
Die Cura  Seniorenwohn- und Pflegeheime Dienstleistungs GmbH ist ein privater Anbieter von Gesundheitsdienstleistungen in Deutschland mit Hauptsitz in Berlin. Zur Gruppe gehören die Cura Kurkliniken Seniorenwohn- und Pflegeheime GmbH, die Maternus-Kliniken AG, die Iryo Gesellschaft für Gesundheitsmanagement GmbH sowie der Dienstleister Recatec. 

## Hintergrund
Die Cura Unternehmensgruppe betreibt seit 1995 Seniorenwohn- und Pflegeeinrichtungen, Rehabilitationskliniken sowie ergänzende Dienstleistungen. Mit der Übernahme der Mehrheit an den Maternus-Kliniken Ende 2007 sowie der Iryo Gesellschaft für Gesundheitsmanagement im April 2008 betreiben die Unternehmen der Cura Unternehmensgruppe bundesweit 52 Einrichtungen mit ca. 6.400 Plätzen für stationäre Pflege und Rehabilitation sowie Dienstleistungsgesellschaften im sozialen Bereich des deutschen Gesundheitsmarktes. Das Leistungsspektrum für ältere und pflegebedürftige Menschen umfasst die stationäre und ambulante Pflege und Betreuung von Senioren, Wohnungen im Betreuten Wohnen und eigene Hausnotrufdienste sowie Leistungen zur Betreuung von Menschen mit Behinderung. Zudem gehört mit der Recatec ein interner Dienstleister für gastronomische und hauswirtschaftliche Dienstleistungen zur Unternehmensgruppe.

## Kritik
Anfang 2022 kam es in einem Cura-Pflegeheim in Tarp zu sieben Todesfällen im Zusammenhang mit einer Covid-19-Erkrankung sowie zu weiteren Todesfällen mit anderen Ursachen. Laut Pflegepersonal war hierfür auch die personelle Unterbesetzung im Heim verantwortlich. Da sich außer 65 Bewohnern auch 25 Mitarbeiter mit Covid-19 infizierten, mussten die nicht infizierten Mitarbeiter unter erschwerten Bedingungen arbeiten, was dazu geführt habe, dass Medikamente für Morgens und Mittags am frühen Nachmittag noch nicht verteilt worden seien, darunter auch Insulin für Diabetiker; außerdem seien Bewohner stundenlang in ihrem Kot gelegen. Der Betreiber sei laut Personal mehrfach auf die Probleme hingewiesen worden, was jedoch zu keiner Abhilfe geführt habe. Im Februar 2022 half die Bundeswehr bei der Essensausgabe.
Cura gab an, dass „es in unserem Cura-Seniorencentrum Tarp zu keinen Einschränkungen in der Pflege kommt, da wir zahlreiche Unterstützung von anderen Cura-Häusern erhalten haben. Daher besteht eine gute Personalsituation vor Ort und wir versorgen ca. 80 Bewohner mit rund 30 Mitarbeitern.“